# Карл-Гайнц Кнолльманн
Карл-Гайнц Кнолльманн (нім. Karl-Heinz Knollmann; 28 травня 1918, Бюнде — 2 лютого 2010, Бюнде) — німецький офіцер, обер-лейтенант резерву вермахту, оберст-лейтенант бундесверу (служив у бундесвері з 1 липня 1956 по 30 вересня 1974). Кавалер Лицарського хреста Залізного хреста.

## Нагороди
- Залізний хрест 2-го і 1-го класу
- Медаль «За зимову кампанію на Сході 1941/42»
- Штурмовий піхотний знак
- Нагрудний знак ближнього бою в сріблі
- Нагрудний знак «За поранення» в золоті
- Лицарський хрест Залізного хреста (21 березня 1944) — як лейтенант резерву і командир роти 45-го гренадерського полку.